# Wrexham

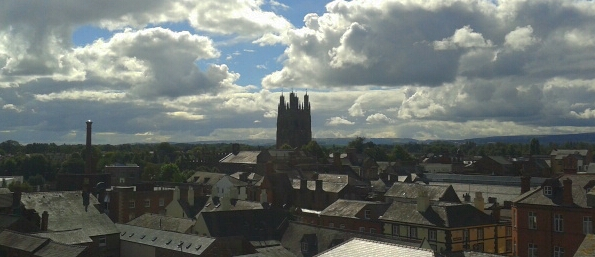
Panorámica de Wrexham.

Wrexham (galés: Wrecsam) es una ciudad galesa y la capital de la autoridad unitaria de Wrexham, al norte de Gales. Wrexham se ubica cerca de los Montes Cámbricos y de la frontera natural con Inglaterra en el río Dee, al oeste del Reino Unido. 
En el censo de 2001 tuvo una población de 42.576, y fue estimado en 2010 por el gobierno británico que la población fue 63.084. Es la localidad más grande en Gales del Norte, y la novena más grande de la nación.

## Historia
Los primeros habitantes llegaron a la región 1600 años antes de Cristo. Sus restos, de la Edad del Bronce, fueron descubiertos en 1958. Su primer edificio fue un castillo en 1161, y por eso la villa era conocido como «El Castillo de Wristleham». Wristleham, y Wrexham, vinieron del idioma inglés viejo. Wryhtel era el nombre de una persona desconocida, y hamm significa una pradera mojava. La primera iglesia en Wrexham fue mencionada por primera vez en 1220, y en 1390, la villa tuvo su primer mercado y su primera fiesta.
Desde el 17 de marzo de 1970, Wrexham está hermanada con Iserlohn, una ciudad alemana en el estado occidental de Renania del Norte-Westfalia. Está hermanada también con Racibórz, una villa en la Voivodato de Silesia en la sur de Polonia, desde marzo de 2004.
Wrexham fue una de las 26 candidaturas que participaron el estatus de ciudad para el 60˚ aniversario del mandato de la reina Isabel II en 2012.

## Deporte
El Wrexham Football Club fue fundado para los jugadores de su club de críquet como un deporte para invierno, y es el club profesional el más viejo en Gales. En 1921, Wrexham fue elegido a la división del sur de la Football League One, y fue relegado a la Conference National en 2008. El club es conocido como «the Dragons» (los Dragones) o «the Robins» (los Petirrojos).
La Asociación de Fútbol de Gales fue fundada en febrero de 1876 en el Hotel Wynstay Arms en Wrexham. El 5 de marzo de 1877, la Selección de fútbol de Gales jugó su primer partido en casa contra Escocia en el estadio de Wrexham, el Racecourse.